# Гримм, Оскар Андреевич
О́скар Андре́евич Гримм (1845—1921) — русский зоолог, специалист по фауне Каспийского моря и рыбному хозяйству России. Известен исследованиями по искусственному рыборазведению и прудовому рыбоводству и большой организационной работой в рыбной промышленности России.

## Биография
Родился 29 декабря 1845 года в Нижнем Новгороде в семье учителя.
Среднее образование получил в Нижегородском дворянском институте (1855—1863) и Саратовской гимназии (1863—1865). Учился на естественном отделении физико-математического факультета Санкт-Петербургского университета, где с 1869 года, ещё студентом, начал заниматься ихтиофауной у известного специалиста в этой отрасли профессора К. Ф. Кесслера.

### Научная карьера
В 1872 году стал доктором философии Геттингенского университета; в 1873 году — магистром, а в 1874 — доктором зоологии и сравнительной анатомии Петербургского университета.
С 1870 по 1878 год работал в университете на кафедре зоологии беспозвоночных консерватором (лаборантом) зоотомического кабинета, затем приват-доцентом, занимаясь сравнительно-эмбриологичсескими исследования насекомых. С 1878 по 1885 год был доцентом, а затем заведующим на кафедре зоологии в Петербургском лесном институте.
В 1890 году разработал программу для всероссийских курсов по рыбоводству и рыболовству.
Первым в стране подготовил докладную записку об организации рыбного образования в России, однако она не нашла поддержки в совете Петербургского лесного института, на основании того, что «посторонние лекции будут отвлекать студентов от прямого дела». Однако, с 1900 года в этом вузе стал действовать студенческий кружок по изучению рыб.

### Общественная и научная деятельность
Один из учеников Гримма, рыбовод И. Кучин, писал: «С именем доктора зоологии Гримма была связана в течение полувека организация всех государственных и общественных начинаний в России по рыбоводству и рыболовству; университетские и публичные лекции, устройство выставок, созыв съездов, научные изыскания, разработка законодательства и издание научных трудов по рыбному хозяйству».
В 1874—1876 годах возглавлял Арало-Каспийскую экспедицию, организованную Петербургским обществом естествоиспытателей.
Разработал способ искусственного оплодотворения лососёвой икры, что сыграло немаловажную роль в воспроизводстве лососёвых рыб.
Участвовал в международных встречах учёных, завершившихся в 1902 году созданием Международного Совета по исследованию моря (ИКЕС), активно участвовал заседаниях научных сессий Совета.
Участвовал в создании Российского общества рыболовства и рыбоводства, был сначала его секретарём, с 1905 года — председателем. В 1886 году начал выходить, организованный Гриммом, как орган Общества рыбоводства и рыболовства, журнал «Вестник рыбопромышленности». Будучи около 25 лет подряд его редактором, Гримм превратил издание в настоящую трибуну защиты рыб.
Участвовал в организации всех трёх Всероссийских съездов рыбопромышленников. Был председателем озёрной комиссии Русского Географического общества.

### Государственная служба
С 1885 года служил при Министерстве государственных имуществ (впоследствии переименованном в Министерство земледелия и государственных имуществ (1894) и Главное управление землеустройства и земледелия (1905)), где сначала состоял инспектором сельского хозяйства, а потом инспектором рыболовства, заведуя делами рыбных промыслов в научно-техническом отношении. В 1912 году  был выбран членом Государственной думы от Новгородской губернии и вышел в отставку.
Одновременно, с 1885 по 1912 год заведовал знаменитым Никольским рыбоводным заводом, поступившим после смерти его основателя Врасского в собственность казны. Под руководством Гримма завод стал главным научным центром рыбоводства в России, продолжилась работа по разведению разных видов форели, сига, ряпушки, пеляди, стерляди и других ценных пород рыб. В 1881 году был открыт филиал Никольского рыбоводного завода при Сельскохозяйственном музее в Петербурге, несколько позднее — ещё четыре отделения: на реке Луге в Петербургской губернии, в Юрьеве (бывшем Дерпте), на реке Куре в Закавказье и, наконец, в Уфе. В 1890-е годы завод неоднократно представлял русское рыбоводство на международных выставках и был удостоен многочисленных наград. Результаты исследований, проводимых на Никольском рыбозаводе и в его лабораториях, публиковались в различных изданиях под редакцией Гримма. С 1899 года выходил созданный и редактируемый им ежегодный сборник «Из Никольского рыбоводного завода» со статьями известных учёных того времени.

### Работа в Государственной думе
Оскар Андреевич — единственный из российских природоохранных деятелей дореволюционного периода, которому довелось добиваться своих целей парламентским путём. В 1912 году он был избран делегатом от Новгородской губернии в Государственную Думу последнего, 4 созыва, где возглавил комиссию по рыболовству. Комиссия подготовила более десяти законопроектов: «Об усилении надзора за рыбным промыслом на Дальнем Востоке», «Об утверждении проекта правил рыболовства в бассейне озера Байкал» и другие.
Главной задачей комиссии было добиться принятия Общего устава рыболовства (созданного на базе Проекта Общих правил рыболовства в России от 1884 г.).
Около 50 попыток О. А. Гримма и его соратников утвердить эти правила не удались по причине лоббирования со стороны рыбопромышленников и заводчиков.

### После революции
После 1917 года О. А. Гримм работал в Псковском земельном управлении консультантом. Он организовывает несколько рыборазводных показательных прудов, отделение рыбоводства в местном сельхозтехникуме.
Последние годы жизни Оскар Андреевич очень болел. Умер О. А. Гримм 11 июля 1921 года и был похоронен на сельском кладбище деревни Тищенки, что недалеко от села Волышово.

## Семья
Женился на дочери надворного советника Елене Фёдоровне Соболевой. Их дети:
- Дмитрий (1883—?)
- Вера (1886—?)